# Конвой №4810
Конвой № 4810 — японський конвой часів Другої світової війни, проведення якого відбувалось у серпні 1943-го.
Вихідним пунктом конвою був атол Трук у центральній частині Каролінських островів, де ще до війни створили потужну базу японського ВМФ, з якої до лютого 1944-го провадились операції у цілому ряді архіпелагів. Пунктом призначення став розташований у Токійській затоці порт Йокосука, що під час війни був обраний як базовий для логістики Труку.
До складу конвою, який вийшов у море 10 серпня 1943-го, увійшли транспорти «Гошу-Мару», «Кейшо-Мару» та «Момогава-Мару», тоді як супровід забезпечував кайбокан (фрегат) «Фукує». 13 серпня під час проходження поблизу Маріанських островів «Гошу-Мару» відокремився та попрямував на Сайпан (за кілька діб по тому вирушить назад на Трук).
Маршрут загону пролягав через кілька традиційних районів патрулювання американських підводних човнів, які зазвичай діяли на підходах до Труку, біля Маріанських островів, островів Огасавара та поблизу східного узбережжя Японського архіпелагу. Втім, у підсумку проходження конвою № 4810 відбулось успішно і 28 серпня він без втрат досягнув Йокосуки.